# Mauro Covacich

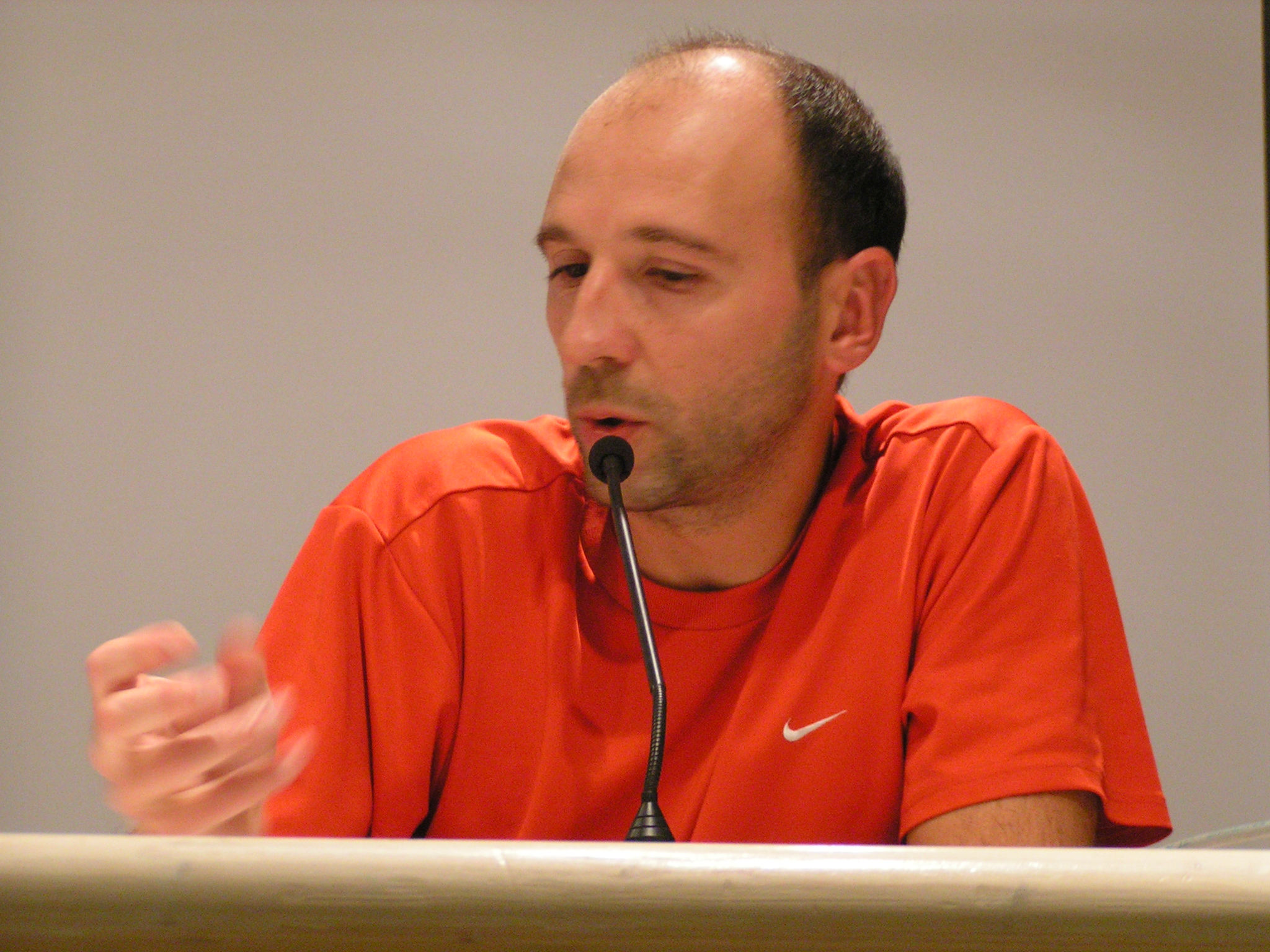
Mauro Covacich (2005)

Mauro Covacich (geboren 1965 in Triest) ist ein italienischer Schriftsteller und Journalist.

## Leben
Mauro Covacich wuchs in Triest auf. Er lebt in Rom. Covacich schreibt für den Corriere della Sera und andere Qualitätszeitungen Italiens. Bei Rai hat er verschiedene Dokumentationen und das Hörspiel Safari produziert.
Sein Werk wurde 1999 mit dem Abraham-Woursell-Award New York (Universität Wien) zur Förderung junger europäischer Autoren ausgezeichnet.

## Schriften (Auswahl)
- Prima di sparire, 2008
- Trieste sottosopra : quindici passeggiate nella città del vento, 2006
- Fiona, 2005
- A perdifiato, Roman 2003
- L'amore contro, Roman, 2001
- La poetica dell'Unabomber, 1999
- Anomalie, 1998
- Mal d'autobus : vivisezione di animali, uomini e sentimenti, 1997
- Tropea, 1997
- Colpo di Lama, 1995
- Neri Pozza, 1995
- Storia di pazzi e di normali : la follia in una città di provincia, 1993